# Dorota Tyrawa
Dorota Kaczmarek, z domu Tyrawa (ur. 1956, zm. 16 lipca 2010) – polska strzelczyni, medalistka mistrzostw Europy.
Była zawodniczką Wisły Kraków i wielokrotną medalistką mistrzostw Polski. Absolwentka Akademii Wychowania Fizycznego w Krakowie.
Czterokrotnie zdobywała drużynowe medale mistrzostw Europy, wszystkie pod panieńskim nazwiskiem. W 1976 została wicemistrzynią kontynentu w pistolecie standardowym z 25 metrów (skład zespołu uzupełniały Julita Kałasa i Elżbieta Ryło). Rok później stanęła na trzecim stopniu podium w tej samej konkurencji (wraz z Kałasą i Ireną Mazurkiewicz). W 1978 w Kopenhadze zdobyła brąz w pistolecie pneumatycznym z 10 metrów (z Kałasą i Danutą Szostak), a w Hämeenlinna również stanęła na trzecim stopniu podium, tym razem w pistolecie standardowym (z Kałasą i Szostak). W 1980 była siódmą zawodniczką mistrzostw Europy w pistolecie pneumatycznym, oraz siódmą zawodniczką w pistolecie standardowym na mistrzostwach w 1982.
Zmarła w lipcu 2010 po chorobie. Pochowana została w Skawinie.